# Ivica Pavlinic
Ivica Pavlinic (28 de agosto de 1988) es un deportista neozelandés que compitió en judo. Ganó seis medallas en el Campeonato de Oceanía de Judo entre los años 2010 y 2016.

## Palmarés internacional
| Campeonato de Oceanía | Campeonato de Oceanía    | Campeonato de Oceanía | Campeonato de Oceanía |
| Año                   | Lugar                    | Medalla               | Categoría             |
| --------------------- | ------------------------ | --------------------- | --------------------- |
| 2010                  | Canberra (Australia)     | Medalla de bronce     | –81 kg                |
| 2012                  | Cairns (Australia)       | Medalla de bronce     | –81 kg                |
| 2013                  | Apia (Samoa)             | Medalla de plata      | –81 kg                |
| 2014                  | Auckland (Nueva Zelanda) | Medalla de oro        | –81 kg                |
| 2015                  | Païta (Francia)          | Medalla de bronce     | –81 kg                |
| 2016                  | Canberra (Australia)     | Medalla de bronce     | –81 kg                |